# Oxytropis varlakovii
Oxytropis varlakovii là một loài thực vật có hoa trong họ Đậu. Loài này được Serg. miêu tả khoa học đầu tiên.